# Elżbieta Barszczewska

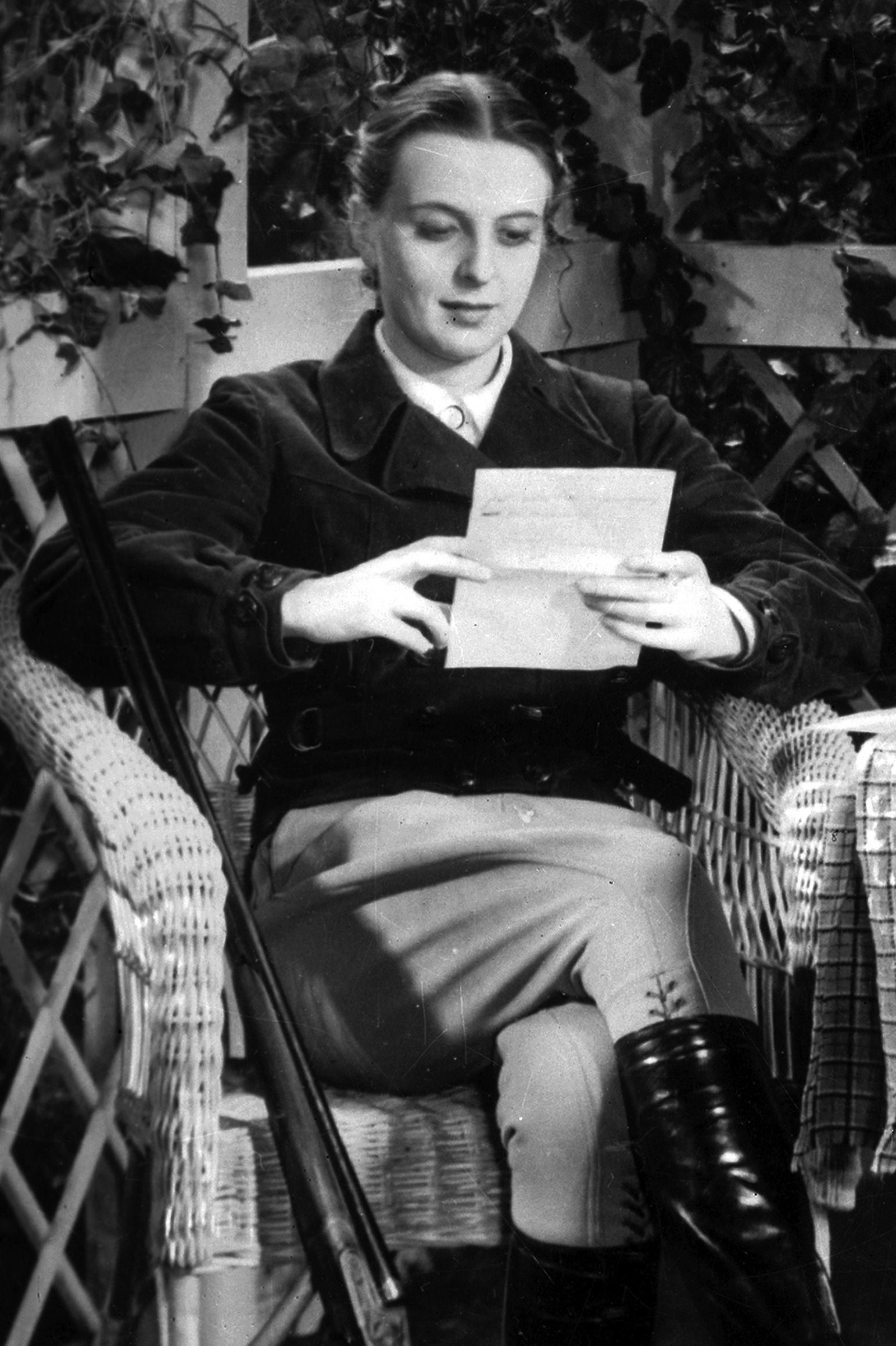
Elżbieta Barszczewska jako Wanda Porębska w scenie z filmu Płomienne serca (1937)

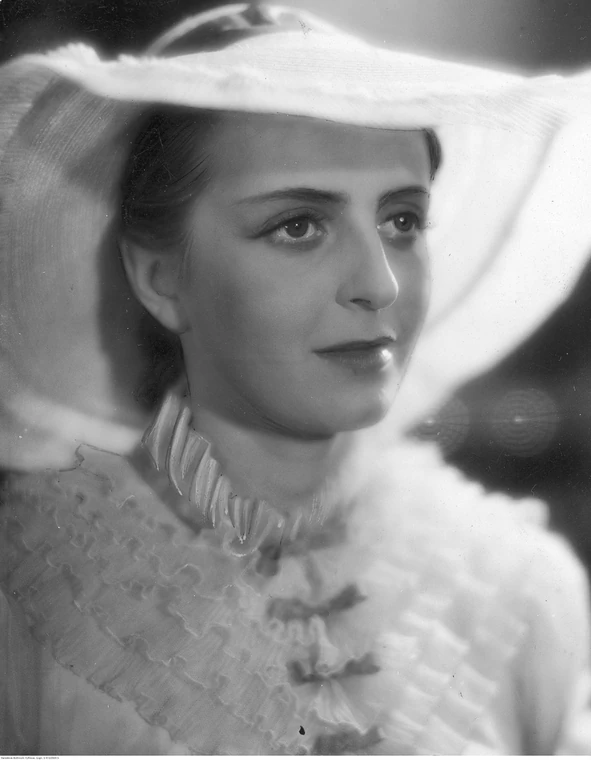
Elżbieta Barszczewska w roli Justyny Orzelskiej w filmie Nad Niemnem (1939)

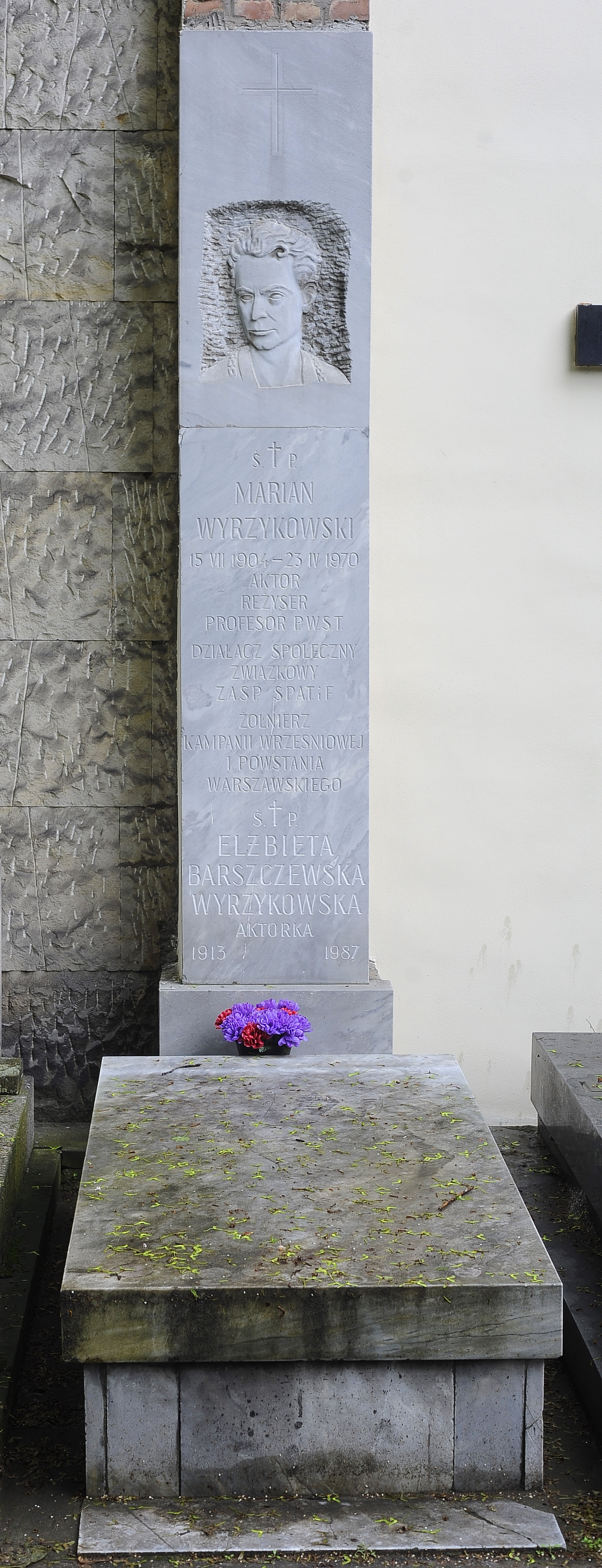
Grób Elżbiety Barszczewskiej na cmentarzu Powązkowskim w Warszawie

Elżbieta Maria Barszczewska-Wyrzykowska (ur. 29 listopada 1913 w Warszawie, zm. 14 października 1987 tamże) – polska aktorka teatralna i filmowa.

## Życiorys

### Życiorys
Urodziła się w rodzinie Witolda Tadeusza Barszczewskiego (1867–1926) i Marii Heleny Szumskiej (1880–1951). Maturę zdała w 1932 w warszawskim XI Państwowym Gimnazjum Żeńskim im. Marii Konopnickiej. Zamierzała wstąpić do Szkoły Nauk Politycznych, ale ostatecznie zdecydowała się na studia aktorskie. Warszawski Państwowy Instytut Sztuki Teatralnej (tam poznała również swego przyszłego męża) ukończyła w 1934. W tym samym roku zadebiutowała na scenie Teatru Polskiego rolą Heleny w Śnie nocy letniej Szekspira w reżyserii Leona Schillera.
W drugiej połowie lat 30. uznanie krytyki i dużą popularność przyniosły jej role filmowe, przede wszystkim Stefci Rudeckiej w Trędowatej (1936), Beaty Wilczur i jej córki Marii w Znachorze (1937), Bronki Mossakowskiej w Dziewczętach z Nowolipek (1937) czy Elżbiety Bieckiej w Granicy (1938).
Do 1939 występowała na scenach Teatrów Towarzystwa Krzewienia Kultury Teatralnej (TKKT) oraz gościnnie w Teatrze Narodowym. W czasie okupacji pracowała w jako kelnerka w kawiarniach Café Bodo oraz U Aktorek. Brała udział w konspiracyjnym życiu teatralnym. W marcu 1941 aresztowana przez Niemców w związku ze sprawą zabójstwa Igo Syma. Po wojnie pracowała w Teatrze Polskim (1945–62), w Teatrze Narodowym (1962–65) i od 1965 do 1987 ponownie w Teatrze Polskim. Od 1971 była członkiem Obywatelskiego Komitetu Odbudowy Zamku Królewskiego w Warszawie.
23 sierpnia 1980 roku dołączyła do apelu 64 uczonych, pisarzy i publicystów do władz komunistycznych o podjęcie dialogu ze strajkującymi robotnikami.
Ostatnia premiera, która była udziałem aktorki, to Wspomnienie według Johna Murrela z rolą Sarah Bernhardt. W Teatrze Telewizji wystąpiła w Pieśniach Marie de France.
Była żoną aktora Mariana Wyrzykowskiego, z którym miała syna Juliusza, również aktora.
Zmarła w Warszawie, pochowana na cmentarzu Powązkowskim (Aleja Zasłużonych-1-98).

## Wybrane spektakle teatralne
- 1934 – Sen nocy letniej jako Helena (reż. L. Schiller)
- 1935 – Wielki człowiek do małych interesów jako Aniela (reż. Aleksander Zelwerowicz)
- 1939 – Hamlet jako Ofelia
- 1945 – Wesele jako Maryna (reż. Jacek Woszczerowicz)
- 1946 – Lilla Weneda jako Lilla Weneda (reż. Juliusz Osterwa)
- 1947 – Oresteja jako Elektra (reż. Arnold Szyfman)
- 1947 – Hamlet jako Ofelia (reż. A. Szyfman)
- 1948, 1954 – Cyd jako Infantka (reż. Edmund Wierciński)
- 1948 – Fantazy jako Diana (reż. E. Wierciński)
- 1953 – Wujaszek Wania jako Helena Andrejewna (reż. Maria Wiercińska)
- 1953 – Horsztyński jako Salomea (reż. E. Wierciński)
- 1958 – Nora jako Nora (reż. M. Wiercińska)
- 1958 – Mazepa jako Amelia (reż. Roman Zawistowski)
- 1960 – Gra miłości i śmierci jako Zofia de Courvoisier (reż. Zdzisław Mrożewski)
- 1961 – Wysoka ściana jako Urszula Darniewicz (reż. M. Wyrzykowski)
- 1962 – Wysoka ściana jako Urszula Darniewicz (reż. Jerzy Hoffman)
- 1963 – Elektra jako Elektra (reż. Kazimierz Dejmek)
- 1964 – Fircyk w zalotach jako Podstolina (reż. Józef Wyszomirski)
- 1964 – Wiśniowy sad jako Raniewska (reż. Władysław Krasnowiecki)
- 1968 – Lilla Weneda jako Roza Weneda (reż. August Kowalczyk)
- 1975 – Pigmalion jako pani Higgins (reż. Anna Minkiewicz)
- 1976 – Maria Stuart jako Maria Stuart (reż. A. Kowalczyk)
- 1978 – Dziady jako pani Rollinson (reż. Adam Hanuszkiewicz)
- 1981 – Wspomnienie jako Sarah Bernhardt (reż. Jan Bratkowski)

## Filmografia
Na dużym ekranie zadebiutowała jeszcze jako studentka w filmie Co mój mąż robi w nocy… w reżyserii Michała Waszyńskiego; dzięki delikatnej urodzie, głosowi o ciekawej barwie i talentowi szybko zdobyła popularność i uznanie publiczności i krytyki, stała się gwiazdą. W latach 1934–1939 zagrała w filmach:
- 1934:
  - Co mój mąż robi w nocy… jako kobieta na dancingu (niewymieniona w czołówce)
- 1936:
  - Pan Twardowski jako Neta Twardowska
  - Trędowata jako Stefcia Rudecka
- 1937:
  - Dziewczęta z Nowolipek jako Bronka Mossakowska
  - Ordynat Michorowski jako duch Stefci Rudeckiej (niewymieniona w czołówce)
  - Płomienne serca jako Wanda Porębska
  - Znachor jako Beata, żona profesora Wilczura / Marysia Wilczurówna
- 1938:
  - Granica jako Elżbieta Biecka
  - Kościuszko pod Racławicami jako Hanka
  - Ostatnia brygada jako Ewa Żegota
  - Profesor Wilczur jako Marysia Czyńska, córka Wilczura
- 1939:
  - Geniusz sceny jako Salomea w „Horsztyńskim”
  - Kłamstwo Krystyny jako Krystyna Olakówna
  - Nad Niemnem jako Justyna Orzelska
  - Trzy serca jako Kasia, wychowanica hrabiny Tynieckiej

Po wojnie zagrała tylko w jednym filmie – Rytmie serca (1977) w reż. Zbigniewa Kamińskiego.
Pracowała między innymi z takimi aktorami jak Mieczysława Ćwiklińska, Stefan Jaracz, Kazimierz Junosza-Stępowski, Stanisława Wysocka.

## Ordery i odznaczenia
- Order Sztandaru Pracy I klasy (1959)
- Order Sztandaru Pracy II klasy (22 lipca 1949)[14]
- Złoty Krzyż Zasługi (dwukrotnie: 25 czerwca 1946[15], 13 listopada 1953[16])
- Medal 40-lecia Polski Ludowej (1985)
- Medal 10-lecia Polski Ludowej (19 stycznia 1955)[17]
- Odznaka 1000-lecia Państwa Polskiego (1966)
- Odznaka „Zasłużony Działacz Kultury” (1968)
- Złota Odznaka honorowa „Za zasługi dla Warszawy”
- Odznaka „Zasłużony dla Teatru Polskiego w Warszawie” (1976)[18]

## Nagrody
- Nagroda Ministra Spraw Zagranicznych za rolę Ofelii na Festiwalu Szekspirowskim (1947)
- Nagroda Państwowa II stopnia „za działalność aktorską w minionym 10-leciu” (1955)[19]
- Nagroda m.st. Warszawy za całokształt pracy artystycznej w minionym 10-leciu (1955)
- Nagroda m.st. Warszawy za całokształt pracy artystycznej (1960)
- Nagroda Wydawnictwa Stowarzyszenia PAX im. Włodzimierza Pietrzaka (1972)
- Nagroda „Homo Varsoviensis ’76” – nagroda tygodnika „Stolica” (1977)
- Nagroda Ministra Kultury i Sztuki I stopnia za wybitne osiągnięcia w dziedzinie aktorstwa (1977)